# Addie Joss
Adrian Joss, detto Addie (Woodland, 12 aprile 1880 – Toledo, 14 aprile 1911), è stato un giocatore di baseball statunitense.
Fu il secondo lanciatore dopo Cy Young a realizzare un perfect game. In carriera ebbe una media PGL di 1.89, la seconda più bassa della storia della Major League Baseball dopo Ed Walsh.
Morì a 31 anni per una grave forma di meningite; per aiutare la vedova fu organizzata una partita tra le stelle dell'epoca, che può essere considerato l'antesignano dell'All-Star Game.
Nel 1978 è stato introdotto nella Baseball Hall of Fame, unico esempio di giocatore per il quale non è stato considerato obbligatorio il termine di 10 anni di permanenza nelle Leghe maggiori.

## La carriera
Addie Joss giocò per tutta la carriera nella squadra di Cleveland (gli attuali Cleveland Indians), prima con il nome di Bronchos, poi con quello di Naps. In 9 stagioni vinse 160 partite, 72 in tre sole stagioni, dal 1906 al 1908, in cui divise con Cy Young i record dei lanciatori. La sua stagione migliore fu il 1908, in cui vinse 24 partite, tenendo ben 9 volte a zero gli attacchi avversari, con una media PGL di 1.16, che contribuì alla sua media PGL di carriera di 1.89, la seconda migliore della storia della Major League Baseball.
Il culmine della stagione e della carriera lo raggiunse il 2 ottobre 1908, quando batté al termine di una partita straordinaria il futuro membro della Hall of Fame Ed Walsh, realizzando la seconda partita perfetta ufficialmente riconosciuta nella storia del baseball.
La sua tragica fine, e la correttezza esemplare che aveva sempre mostrato a tutti spinse i suoi colleghi a uno sforzo comune per garantire alla vedova gli incassi di una "partita delle stelle". L'incontro si disputò il 24 luglio 1911 al League Park di Cleveland, tra i Naps e una selezione dei migliori giocatori delle altre squadra, chiamati per l'occasione gli All-Stars. L'allora presidente della American League, Ban Johnson, dopo aver minacciato di provvedimenti disciplinari chi avesse giocato la partita, lasciò cadere il discorso, come omaggio postumo al campione.
La sua straordinaria media PGL, le numerose vittorie e il perfect game lanciato gli hanno consentito di entrare nella sala degli immortali del baseball e nella considerazione di tutti gli storici del gioco, nonostante non avesse maturato gli anni di gioco necessari.